# Haminoea solitaria
Haminoea solitaria är en snäckart som först beskrevs av Thomas Say 1822.  Haminoea solitaria ingår i släktet Haminoea och familjen Haminoeidae. Inga underarter finns listade i Catalogue of Life.